# Kink (sito)
Kink è una società di San Francisco che gestisce un gruppo di siti web pornografici dedicati al BDSM e al fetish.

## Storia
Kink fu fondato da Peter Acworth nel 1997, mentre questi frequentava il dottorato in finanza alla Columbia University. Dopo aver letto in un tabloid britannico di un pompiere che aveva rapidamente guadagnato 250000 £ grazie al lancio di un sito pornografico, Acworth decise di attivare un proprio sito porno. Poiché Acworth nutriva un interesse prevalente verso il Bondage, orientò il proprio sito verso la pornografia BDSM. Il sito si chiamava Hogtied.com e offriva inizialmente contenuti concessi in licenza da altri produttori. La piattaforma ebbe un immediato successo e rapidamente giunse ad incassare diverse migliaia di dollari al giorno. Acworth lasciò gli studi universitari per lavorare sul sito a tempo pieno.
Per circa 12 anni, dal 2006 al 2018 la società e le sue controllate hanno avuto sede nella suggestiva San Francisco Armory (Arsenale di San Francisco), acquistata a fine 2006 da Kink per 14,5 milioni di $, rivenduta nel 2017 per 65 milioni e che ha a lungo costituito il logo dell'impresa. L'edificio fu costruito per conto della Guardia nazionale tra il 1912 e il 1914 in stile "neo-moresco". L'acquisto da parte di uno studio pornografico fu oggetto di ripetute proteste da parte di indignati cittadini della città californiana, residenti in zone limitrofe l'Armeria. Doveroso segnalare che al contestato acquisto non seguì in realtà alcuno dei disagi che i detrattori dell'operazione immobiliare di Kink affermavano di paventare. L'Armeria, finché è rimasta proprietà della Kink è stata visitabile a pagamento, sede di corsi e seminari di pratiche BDSM e sede di incontri sportivi, mercati e fiere dell'artigianato locale.

## Il network Kink.com
Da sempre in rapido aumento, sono 90 i siti che - a agosto 2022 - compongono il network di Kink:
- 3D Kink
- 30 Minutes of Torment
- Amator
- Animated Kink
- Ashley Fires SciFi Dreamgirls
- Ball Gaggers
- Banana Jacks
- Behind Kink
- Bondage Liberation
- Bound Gang Bangs
- Bound Goods
- Bound Men Wanked
- Bound in Public
- Brutal Sessions
- Butt Machine Boys
- Carmen Rivera
- DDF Network
- Device Bondage
- Digital Sin
- Divine Bitches
- Dungeon Sex
- Electrosluts
- Everything Butt
- Evolved Fights
- Evolved Fights Lesbian Edition
- Families Tied
- Fembot Academy
- Femdum
- Femme Fatale Films
- Fetish Network
- Filthy Femdom
- Filthy Sindacate
- Foot Worship
- Fucking Machines
- Hardcore Gangbang
- Harmony Fetish
- Hogtied
- Hot Legs & Feet
- Kink Archive
- Kink Classic
- Kink Features
- Kink Live
- Kink Men
- Kink Test Shootss
- Kink University
- Machine Dom
- Medical Y Sado
- Mean Bitch
- Men In Pain
- Men on Edge
- Naked Kombat
- Pegging
- Pissing
- Pornostar Platinum
- Public Disgrace
- Real Fucking Couples
- Royal Fetish Films
- Sadistic Rope
- Severe Sex Films
- Sex And Submission
- Struggling Babes
- Submivissed
- Submivisse X
- Sweet Femdom
- The Training Of O
- The Upper Floor
- The Venus Girls
- Trans Erotica
- Ts Pussy Hunters
- Ts Seduction
- Twisted Visuals
- Ultimate Surrender
- Wasteland
- Water Bondage
- Whipped Ass
- Wired Pussy

## Riconoscimenti
La casa di produzione ha vinto oltre 25 premi tra i quali:
AVN Awards
- 2011 - Best Alternative Web Site[4]
- 2013 - Best Alternative Web Site[5]
- 2014 - Best Alternative Web Site[6]
- 2016 - Best Alternative Web Site[7]
- 2017 - Best BDSM Movie per Deception: A XXX Thriller[8]
- 2017 - Best Alternative Web Site[8]
- 2020 - Best BDSM Production per School Of Submission: Kristen Scott[9]
- 2021 - Best Niche Series Or Site per Device Bondage[10]
- 2022 - Best BDSM Movie Or Limited Series per Diary Of A Madman[11]

XBIZ Awards
- 2012 - Fetish Studio Of The Year[12]
- 2013 - Specialty Site Of The Year[13]
- 2014 - Specialty Site Of The Year[14]
- 2015 - Adult Site Of The Year - BDSM[15]
- 2016 - Adult Site Of The Year - BDSM[16]
- 2017 - Adult Site Of The Year - BDSM[17]
- 2018 - BDSM Release Of The Year per Whipped Ass 21: Masochistic MILFs[18]
- 2018 - BDSM Site Of The Year[18]
- 2019 - 2018 - BDSM Release Of The Year per Sex And Submission 2: Anal Bounty Hunter[19]
- 2020 - Fetish Release Of The Year per Joanna Angel Is Kinky[20]
- 2021 - Specialty Release Of The Year per The Smut Peddlers[21]

XRCO Award
- 2015 - Best Parody - Comic per Barbarella XXX: A Kinky Parody[22]